# Vân Sơn, Sơn Dương
Vân Sơn là một xã cũ thuộc huyện Sơn Dương, tỉnh Tuyên Quang, Việt Nam.

## Địa lý
Xã Vân Sơn có diện tích 9,59 km², dân số năm 2022 là 3.538 người, mật độ dân số đạt 368 người/km².

## Hành chính
Xã Vân Sơn được chia thành 5 thôn: An Mỹ, Dộc Vầu, Đồn Hang, Mãn Sơn, Tân Sơn.